# Västra Jåttåjaure
Västra Jåttåjaure är en sjö i Arvidsjaurs kommun i Lappland och ingår i Piteälvens huvudavrinningsområde. Sjön har en area på 0,154 kvadratkilometer och ligger 332 meter över havet. Sjön avvattnas av vattendraget Jåddejaurbäcken.

## Delavrinningsområde
Västra Jåttåjaure ingår i det delavrinningsområde (732187-165804) som SMHI kallar för Mynnar i Abmoälvens vattendragsyta. Medelhöjden är 378 meter över havet och ytan är 32,33 kvadratkilometer. Det finns inga avrinningsområden uppströms utan avrinningsområdet är högsta punkten. Jåddejaurbäcken som avvattnar avrinningsområdet har biflödesordning 3, vilket innebär att vattnet flödar genom totalt 3 vattendrag innan det når havet efter 139 kilometer. Avrinningsområdet består mestadels av skog (73 procent) och sankmarker (21 procent). Avrinningsområdet har 0,46 kvadratkilometer vattenytor vilket ger det en sjöprocent på 1,4 procent.